# François Blanchet (médecin)
Pour les articles homonymes, voir François Blanchet et Blanchet.
François Blanchet, né le 3 avril 1776 à Saint-Pierre-de-la-Rivière-du-Sud et mort le 24 juin 1830 à Québec, est un médecin et homme politique canadien. Il est l'un des pionniers de l'enseignement et de l'organisation de la profession médicale au Bas-Canada.

## Biographie

### Famille et études
Il est le fils de Jean-Baptiste Blanchet, fermier, et de Marie-Geneviève Destroismaisons. Il étudie au Petit Séminaire de Québec de 1790 à 1794, puis décide d'étudier la médecine auprès de James Fisher jusqu'en 1799. Il acquiert le grade de bachelier en médecine de l'Université Columbia. Il obtient l'autorisation de pratiquer la médecine et la chirurgie au Bas-Canada en 1801. Il ouvre alors un cabinet à Québec.
Le 9 septembre 1802, en l'église Saint-Charles-Borromée à Charlesbourg, il épouse Catherine-Henriette Juchereau Duchesnay (fille d'Antoine Juchereau Duchesnay, seigneur de Beauport). 

### Carrière
En 1805, il devient chirurgien du 1er bataillon de milice de la ville de Québec. En 1806. il participe à la fondation du journal Le Canadien, lequel se porte à la défense des Canadiens-français face aux abus commis par les autorités britanniques. Son affection envers le Parti canadien lui coûte son poste de chirurgien le 14 juin 1808. Il doit vendre ses droits de propriété en 1810 après avoir été emprisonné quelques mois pour sédition. Son expertise est cependant réclamée durant la guerre de 1812 alors qu'il est nommé surintendant des hôpitaux de la milice bas-canadienne. Il occupe ce poste jusqu'en 1816 puis de nouveau à partir de 1823. Il devient médecin à l'hôpital des Émigrants la même année. En 1830, il devient surintendant de l'hôpital et officier de santé du port de Québec. Propriétaire foncier, il sera également juge de paix.

### Politique
Durant son passage en politique, Blanchet est une figure importante du parti canadien. Élu à la Chambre d'assemblée du Bas-Canada dans le district de Hertford en 1809, il sera réélu jusqu'à sa mort, à l'exception d'une partie de la neuvième législature, entre 1816 et 1818. Le 21 octobre 1817, il préside une assemblée à l'hôtel Union dans le but de planifier l'incorporation de la ville de Québec.

## Œuvres
- 1800 : Recherches sur la médecine ou l'Application de la chimie à la médecine
- 1824 : Appel au Parlement impérial et aux habitans des colonies angloises, dans l'Amérique du Nord, sur les prétentions exorbitantes du gouvernement exécutif et du Conseil législatif de la province du Bas-Canada (mémoire)